# رافائل پاسکال
رافائل پاسکال (به انگلیسی: Rafael Pascual) با نام مستعار ال تورو، ال ماچو و ال لیون (زاده ۱۶ مارس ۱۹۷۰ در مادرید) بازیکن سابق تیم ملی والیبال اسپانیا است. پاسکال را بهترین بازیکن اسپانیا و یکی از بهترین پشت خط زن های تاریخ می دانند. رافائل از سال ۱۹۹۲ تا ۲۰۱۱ عضو تیم ملی اسپانیا بود. او به عنوان یکی از ورزشکاران برتر اسپانیا در دهه ۹۰ انتخاب شد.

## باشگاهی
رافائل پاسکال سابقه بازی در تیم‌های بومبروس بارسلونا، گرانادا، لاس پالماس، آلمریا، المپیا، کونئو پیمونته، پاناسونیک پانترز، پویتوین، لاتینا، پروجا، جیویا، پرتول، پاناتینایکوس، پاتریوتاس، کالیپو ولنتینا، کاستلانا، زسکا صوفیه و آ. س. ناسائو را در کارنامه دارد. پاسکال توانتست در رده باشگاهی با پیمونته به قهرمانی لیگ قهرمانان اروپا برسد.